# Врбница (Призрен)
Врбница (алб. Vërmicë) је насељено место у општини Призрен, на Косову и Метохији. Према попису становништва из 2011. у насељу је живео 661 становник. Помиње се у повељи краља Душана Немањића цркви Св. Николе у Добрушти која је дата око 1334. године а село Врбница је било део властелинства наведене цркве.

## Становништво
Према попису из 2011. године, Врбница има следећи етнички састав становништва:
| Националност | 2011.        |
| Албанци      | 658 (99,54%) |
| недоступно   | 3 (0,46%)    |
| Укупно       | 661          |

| Демографија | Демографија | Демографија |
| Година      | Становника  | Становника  |
| ----------- | ----------- | ----------- |
| 1948.       | 678         |             |
| 1953.       | 709         |             |
| 1961.       | 832         |             |
| 1971.       | 1.168       |             |
| 1981.       | 1.352       |             |
| 1991.       | 1.488       |             |
| 2011.       | 661         |             |